# Nämndemännens riksförbund
Nämndemännens riksförbund, NRF, är en organisation för nämndemannaföreningar i Sverige.
NRF bildades 1980 och har sitt säte i Stockholm. Nämndemännens riksförbund arbetar för nämndemäns rätt till bra arbetsvillkor, utbildning och inflytande i den juridiska processen. Nämndemannaföreningar vid alla typer av domstolar kan vara medlemmar i NRF. En stor del av landets nämndemannaföreningar är medlemmar i NRF. Stämma med NRF, då styrelse utses, hålls vart annat år. NRF:s tidning, Nämndemannen, delges alla nämndemän i Sverige, oavsett medlemskap.
Stefan Blomquist är förbundsordförande.